# Pyramiden
Pyramiden (có nghĩa là "kim tự tháp" trong hầu hết ngôn ngữ Bắc Âu; trong tiếng Nga là Пирамида, Piramida)  là một khu định cư và khai thác than nằm tại quần đảo Svalbard,Na Uy. Được thành lập bởi Thụy Điển vào năm 1910 và bán cho Liên Xô vào năm 1927, Pyramiden sau đó đã bị đóng cửa vào năm 1998 khi nguồn khoáng sản cạn kiệt. Kể từ đó, phần lớn thị trấn bị bỏ hoang với các cơ sở hạ tầng cùng các tòa nhà.

## Lịch sử
Pyramiden được thành lập bởi Thụy Điển vào năm 1910 và bán cho Liên Xô vào năm 1927. Nó nằm ở chân của vịnh hẹp Billefjorden, trên đảo Spitsbergen và được đặt tên cho một ngọn núi có hình kim tự tháp tiếp giáp gần đó. Các khu định cư gần thị trấn nhất là Longyearbyen, trung tâm hành chính của Svalbard cách khoảng 50 km (31 dặm) về phía nam, cách Barentsburg khoảng 100 km (62 dặm) về phía tây nam và cách thị trấn nghiên cứu nhỏ Ny-Ålesund 100 km (62 dặm) phía tây.
Thuộc sở hữu của Arktikugol, một công ty nhà nước của Nga về khai thác than, Pyramiden đã từng có là thị trấn có dân số hơn 1.000 người. Ngày 31 tháng 3 năm 1998, sản lượng than cuối cùng đã được khai thác từ các mỏ và những người thường trú cuối cùng còn lại đã rời đi vào ngày 10 tháng 10 trong năm đó. Cho đến năm 2007, Pyramiden đã chính thức trở thành một thị trấn ma, các tòa nhà đã bị bỏ rơi một vội vàng.
Một cuốn sách đã được viết về Pyramiden bởi học giả người Na Uy có tên là Kjartan Fløgstad. Một tập phim gần đây của History Channel có tên Life After People đã lấy hình ảnh của Pyramiden. Người ta đã dự đoán rằng, do khí hậu lạnh giá nên các tòa nhà lớn của thị trấn có thể sẽ tồn tại được trong 500 năm tiếp theo.
Pyramiden là nơi có cây đàn piano nằm gần cực bắc nhất thế giới có tên "Red October" (Красный октябрь). Đó là một cây đàn piano lớn nằm trong khu vực trung tâm văn hóa.

## Thực tại
Pyramiden có thể được đến bằng thuyền hoặc xe trượt tuyết từ Longyearbyen như là một phần của một tour du lịch được hướng dẫn hoặc độc lập. Du khách có thể tới thăm Pyramiden bất cứ khoảng thời gian nào trong năm. Thị trấn ma này vẫn thuộc sở hữu của Arktikugol, nhưng du khách không được phép đem đến bất cứ thứ gì mà không có sự cho phép ngay. Một số ít tòa nhà mở cửa trong khi hầu hết đã bị khóa. Đột nhập, phá hoại và trộm cắp "đồ lưu niệm" đã trở thành một mối đe dọa nghiêm trọng đến Pyramiden, khiến các tòa nhà bị suy giảm nhanh chóng.
Kể từ năm 2007, Arktikugol đã cải tạo khách sạn và nâng cấp cơ sở hạ tầng, bao gồm cả việc xây dựng một nhà máy điện mới cùng máy phát điện diesel để khách du lịch có thể nghỉ chân tại các khu định cư cũ. Có tới 30 nhân viên đã được phép sống tại đây để duy trì các thiết bị và hướng dẫn du khách tham quan từ Longyearbyen. Năm 2013, khách sạn Tulip đã được mở cửa trở lại và du khách có thể ở lại qua đêm ở Pyramiden. Tại khách sạn này có một nhà bảo tàng nhỏ. Ngoài ra, còn có một khách sạn nhỏ được xây dựng trong khu vực bốc dỡ container cũ gần bến cảng. Tuy nhiên, không có kế hoạch cải tạo và mở lại toàn bộ khu vực định cư.

## Hình ảnh

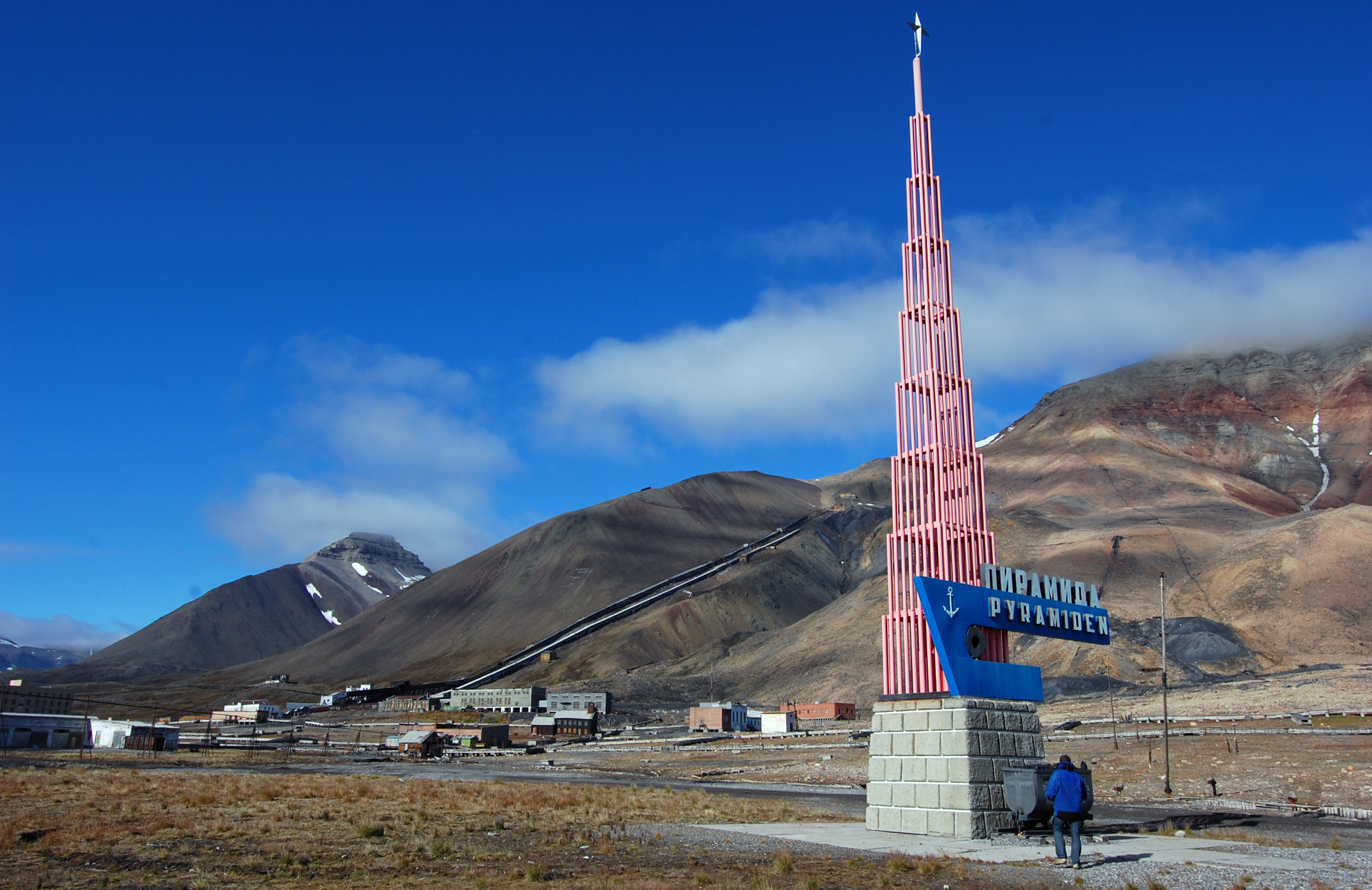
Các dấu tích của Pyramiden, lượng than cuối cùng được khai thác tại khu mỏ phía sau.
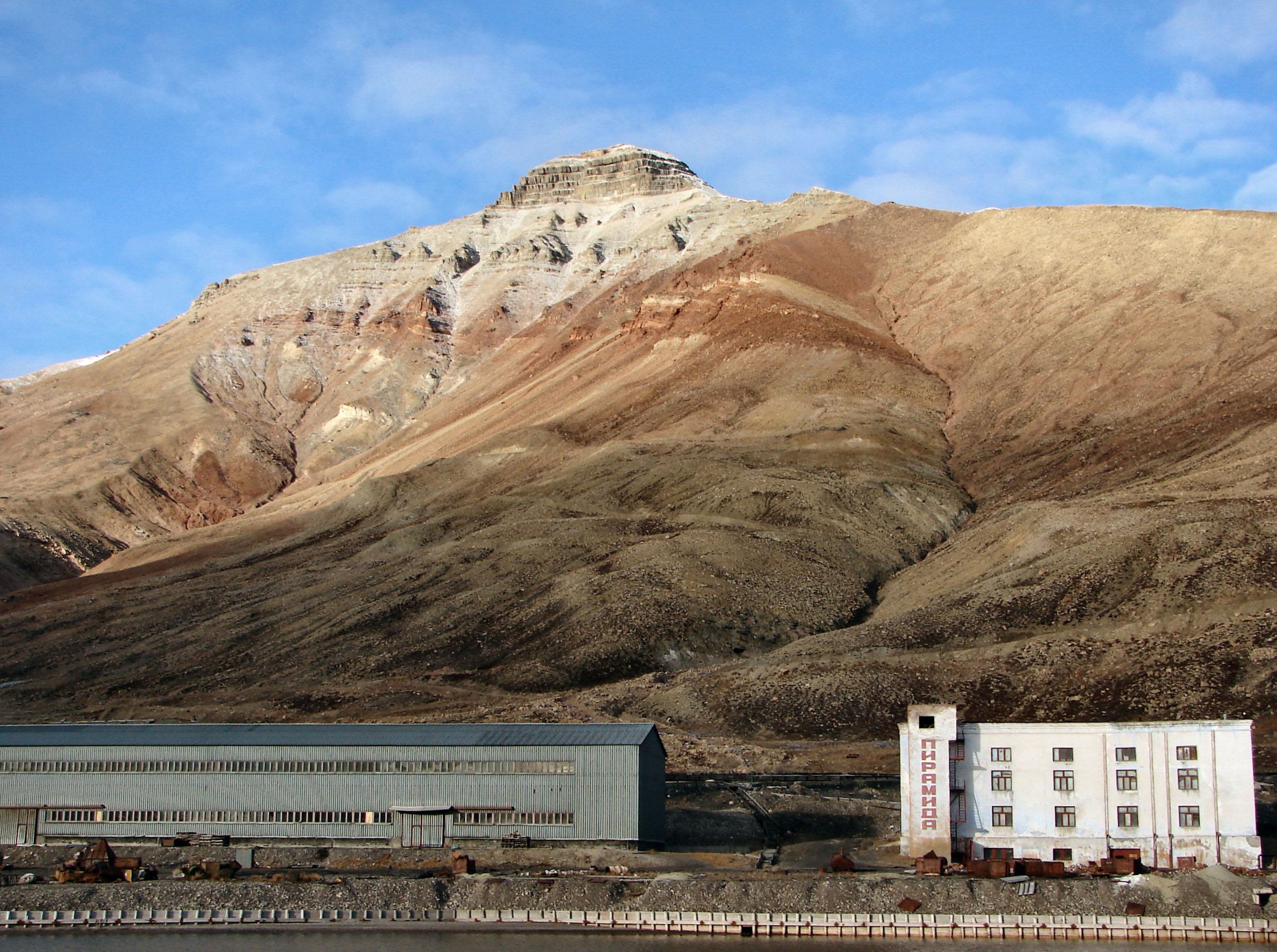
Cảng Pyramiden và hình ảnh ngọn núi được lấy làm tên của thị trấn.
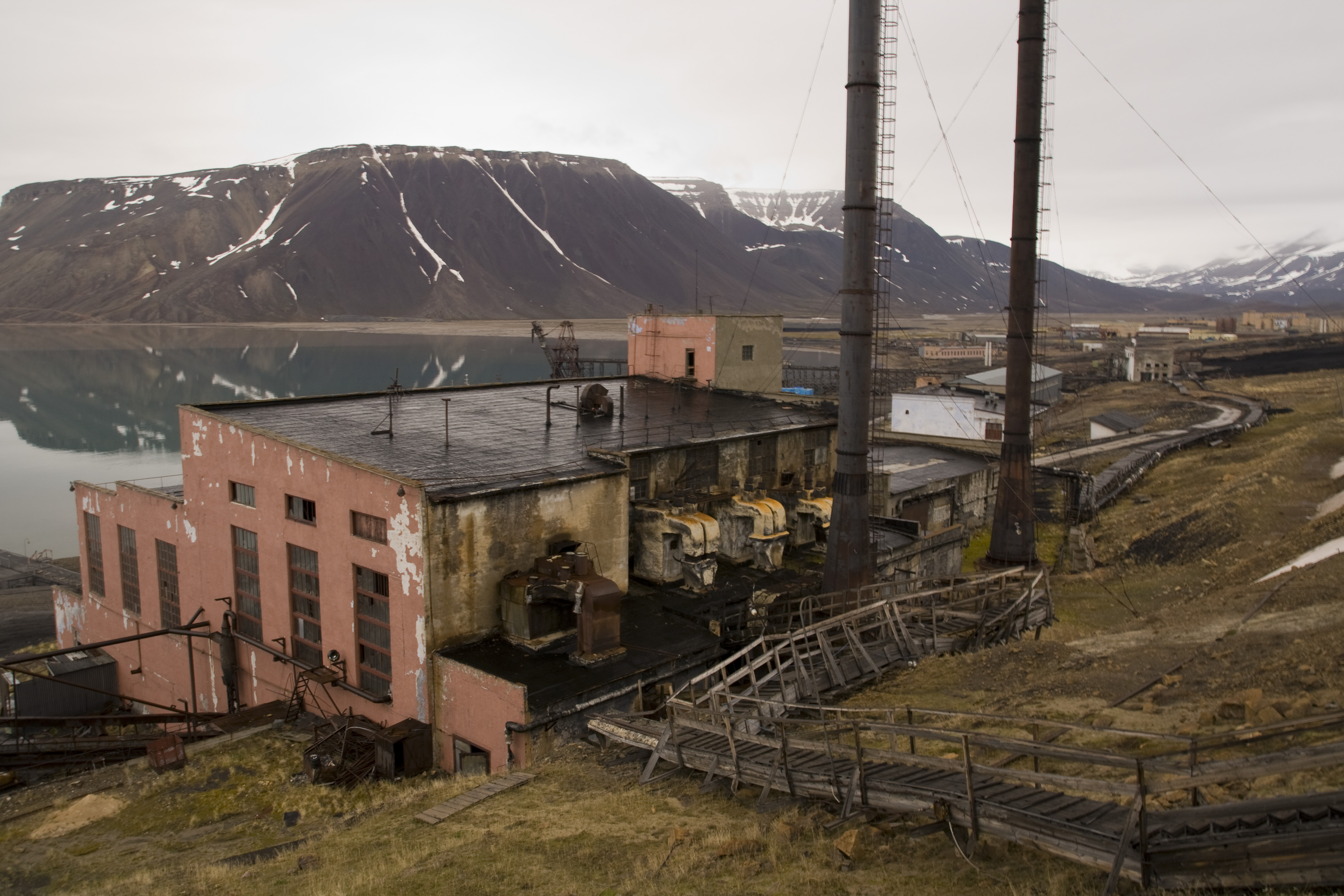
Nhà máy nhiệt điện cũ
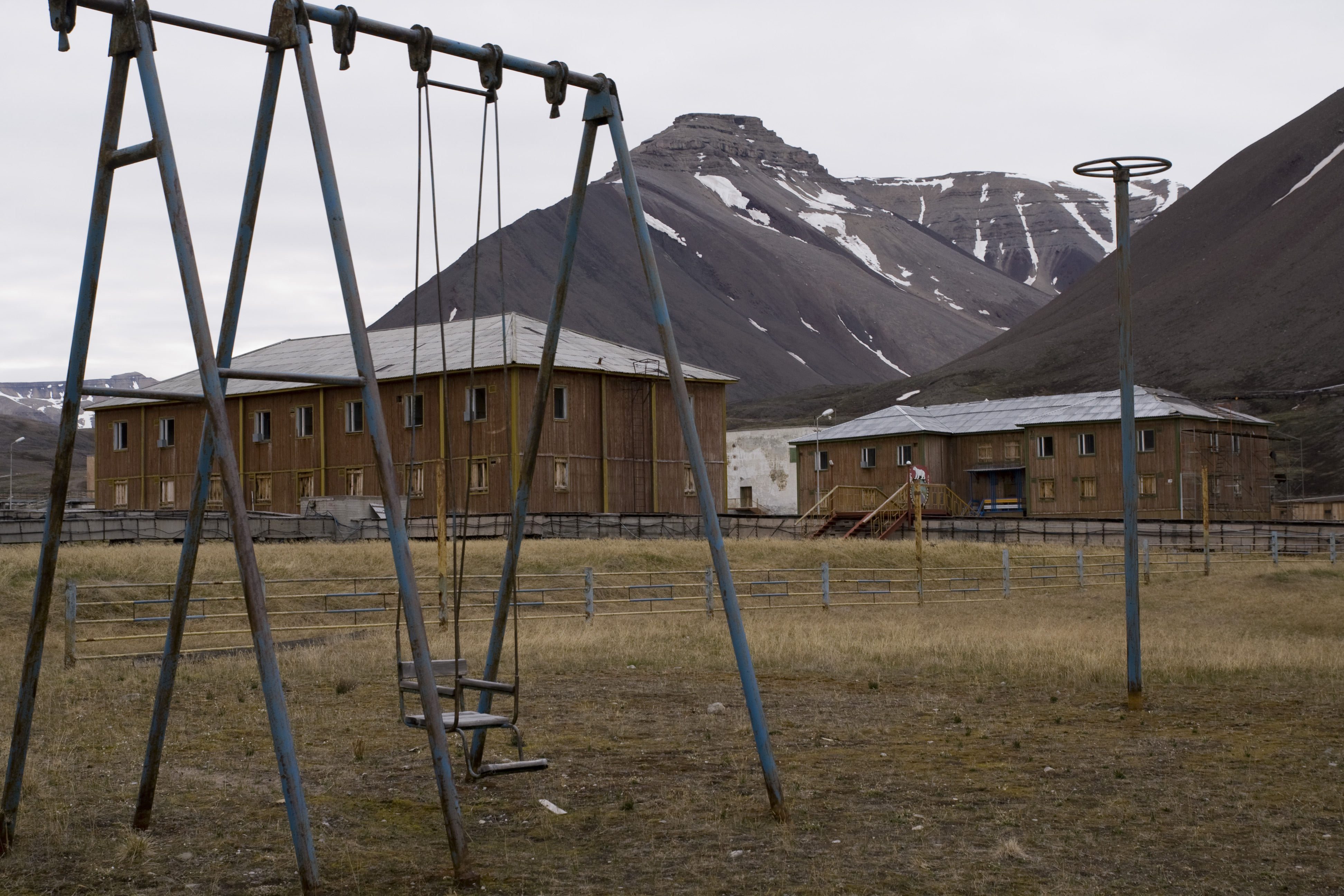
Doanh trại gỗ được xây dựng trước chiến tranh
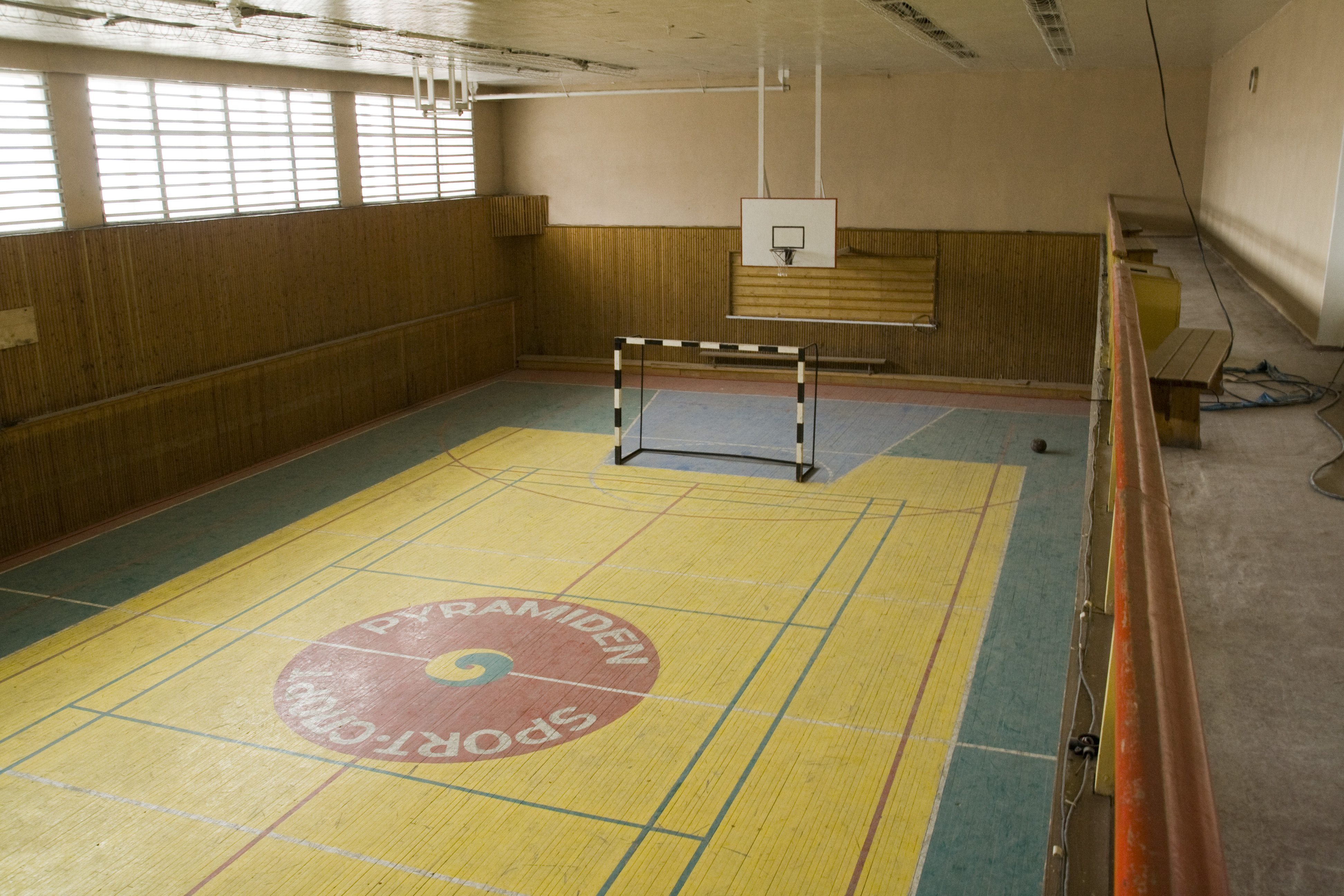
Hội trường thể thao, một trong những tòa nhà còn nguyên vẹn nhất mà du khách có thể ghé thăm